# Polyipnus indicus
Polyipnus indicus är en fiskart som beskrevs av Schultz, 1961. Polyipnus indicus ingår i släktet Polyipnus och familjen pärlemorfiskar. Inga underarter finns listade i Catalogue of Life.